# Tour du Rwanda 2025
La 28e édition du Tour du Rwanda a lieu du 23 février au 2 mars 2025 au Rwanda. L'épreuve commence et se termine à Kigali. Le parcours comprend huit étapes sur une distance totale de 817 kilomètres.
La course fait partie du calendrier UCI Africa Tour 2025 en catégorie 2.1. 

## Présentation

### Parcours
Le Tour du Rwanda compte huit étapes pour un parcours total de 817 kilomètres. Deux des étapes sont identiques au parcours des championnats du monde de cyclisme sur route 2025.

### Équipes
19 équipes participent à la course - 2 ProTeams, 7 équipes continentales, 5 équipes nationales et l'équipe du Centre mondial du cyclisme :
| ProTeams (2)- Israel-Premier Tech - Team TotalEnergies Équipes continentales (7)- Lotto Development Team - Bike Aid - UAE Team Emirates Gen Z - Development Team Picnic PostNL - Java-Inovotec Pro Team - Team Amani - May Stars Équipes nationales (4)- Rwanda - Afrique du Sud - Érythrée - Éthiopie Équipe régionale et de club- Centre mondial du cyclisme |
| |

## Étapes
| Étape     | Date    | Villes étapes                                       | type            | Distance (km) | Vainqueur d'étape | Leader du classement général |
| --------- | ------- | --------------------------------------------------- | --------------- | ------------- | ----------------- | ---------------------------- |
| Prologue  | 23 fév. | stade Amahoro – Kigali Convention Centre            | prologue        | 3,4           | Aldo Taillieu     | Aldo Taillieu                |
| 1re étape | 24 fév. | Rukomo – Kayonza                                    | étape vallonnée | 157,8         | Henok Mulubrhan   | Fabien Doubey                |
| 2e étape  | 25 fév. | Kigali – Ruhengeri                                  |                 | 112,8         | Brady Gilmore     | Fabien Doubey                |
| 3e étape  | 26 fév. | Ruhengeri – Rubavu                                  |                 | 121,3         | Brady Gilmore     | Fabien Doubey                |
| 4e étape  | 27 fév. | Rubavu – Karongi                                    |                 | 95,1          | Joris Delbove     | Joris Delbove                |
| 5e étape  | 28 fév. | Rusizi – Huye                                       |                 |               | Duarte Marivoet   | Joris Delbove                |
| 6e étape  | 1 mars  | Nyanza – Kigali                                     |                 |               | Nahom Zerai       | Fabien Doubey                |
| 7e étape  | 2 mars  | Kigali Convention Centre – Kigali Convention Centre |                 |               | annulé/abandonné  | Fabien Doubey                |

## Déroulement de la course

### Prologue
| \| Classement de l'étape \| Classement de l'étape \| Classement de l'étape \| Classement de l'étape \| Classement de l'étape \| \| Coureur \| Coureur \| Pays \| Équipe \| Temps \| \| --------------------- \| --------------------- \| --------------------- \| ------------------------------ \| --------------------- \| \| 1er \| Aldo Taillieu \| Belgique \| Lotto Development Team \| 3 min 48 s \| \| 2e \| Fabien Doubey \| France \| Team TotalEnergies \| + 2 s \| \| 3e \| Milan Menten \| Belgique \| Lotto \| + 2 s \| \| 4e \| Joris Delbove \| France \| Team TotalEnergies \| + 3 s \| \| 5e \| Oliver Mattheis \| Allemagne \| Bike Aid \| + 5 s \| \| 6e \| Pavel Šumpík \| Tchéquie \| Development Team Picnic PostNL \| + 6 s \| \| 7e \| Mauro Cuylits \| Belgique \| Lotto Development Team \| + 7 s \| \| 8e \| Baptiste Vadic \| France \| Team TotalEnergies \| + 7 s \| \| 9e \| Adrià Pericas \| Espagne \| UAE Team Emirates Gen Z \| + 8 s \| \| 10e \| Brady Gilmore \| Australie \| Israel-Premier Tech \| + 8 s \| |                 |           |                                |            |
| |                 |           |                                |            |
| |                 |           |                                |            |
| Classement de l'étape |                 |           |                                |            |
| Coureur | Coureur         | Pays      | Équipe                         | Temps      |
| 1er | Aldo Taillieu   | Belgique  | Lotto Development Team         | 3 min 48 s |
| 2e | Fabien Doubey   | France    | Team TotalEnergies             | + 2 s      |
| 3e | Milan Menten    | Belgique  | Lotto                          | + 2 s      |
| 4e | Joris Delbove   | France    | Team TotalEnergies             | + 3 s      |
| 5e | Oliver Mattheis | Allemagne | Bike Aid                       | + 5 s      |
| 6e | Pavel Šumpík    | Tchéquie  | Development Team Picnic PostNL | + 6 s      |
| 7e | Mauro Cuylits   | Belgique  | Lotto Development Team         | + 7 s      |
| 8e | Baptiste Vadic  | France    | Team TotalEnergies             | + 7 s      |
| 9e | Adrià Pericas   | Espagne   | UAE Team Emirates Gen Z        | + 8 s      |
| 10e | Brady Gilmore   | Australie | Israel-Premier Tech            | + 8 s      |

| \| Classement général \| Classement général \| Classement général \| Classement général \| Classement général \| \| Coureur \| Coureur \| Pays \| Équipe \| Temps \| \| ------------------ \| ------------------ \| ------------------ \| ------------------------------ \| ------------------ \| \| 1er \| Aldo Taillieu \| Belgique \| Lotto Development Team \| 3 min 48 s \| \| 2e \| Fabien Doubey \| France \| Team TotalEnergies \| + 2 s \| \| 3e \| Milan Menten \| Belgique \| Lotto \| + 2 s \| \| 4e \| Joris Delbove \| France \| Team TotalEnergies \| + 3 s \| \| 5e \| Oliver Mattheis \| Allemagne \| Bike Aid \| + 5 s \| \| 6e \| Pavel Šumpík \| Tchéquie \| Development Team Picnic PostNL \| + 6 s \| \| 7e \| Mauro Cuylits \| Belgique \| Lotto Development Team \| + 7 s \| \| 8e \| Baptiste Vadic \| France \| Team TotalEnergies \| + 7 s \| \| 9e \| Adrià Pericas \| Espagne \| UAE Team Emirates Gen Z \| + 8 s \| \| 10e \| Brady Gilmore \| Australie \| Israel-Premier Tech \| + 8 s \| |                 |           |                                |            |
| |                 |           |                                |            |
| |                 |           |                                |            |
| Classement général |                 |           |                                |            |
| Coureur | Coureur         | Pays      | Équipe                         | Temps      |
| 1er | Aldo Taillieu   | Belgique  | Lotto Development Team         | 3 min 48 s |
| 2e | Fabien Doubey   | France    | Team TotalEnergies             | + 2 s      |
| 3e | Milan Menten    | Belgique  | Lotto                          | + 2 s      |
| 4e | Joris Delbove   | France    | Team TotalEnergies             | + 3 s      |
| 5e | Oliver Mattheis | Allemagne | Bike Aid                       | + 5 s      |
| 6e | Pavel Šumpík    | Tchéquie  | Development Team Picnic PostNL | + 6 s      |
| 7e | Mauro Cuylits   | Belgique  | Lotto Development Team         | + 7 s      |
| 8e | Baptiste Vadic  | France    | Team TotalEnergies             | + 7 s      |
| 9e | Adrià Pericas   | Espagne   | UAE Team Emirates Gen Z        | + 8 s      |
| 10e | Brady Gilmore   | Australie | Israel-Premier Tech            | + 8 s      |

### 1reétape
| \| Classement de l'étape \| Classement de l'étape \| Classement de l'étape \| Classement de l'étape \| Classement de l'étape \| \| Coureur \| Coureur \| Pays \| Équipe \| Temps \| \| --------------------- \| --------------------- \| --------------------- \| ------------------------------ \| --------------------- \| \| 1er \| Henok Mulubrhan \| Érythrée \| Érythrée \| 3 h 57 min 52 s \| \| 2e \| Rotem Tene \| Israël \| Israel-Premier Tech \| + 0 s \| \| 3e \| Lorrenzo Manzin \| France \| Team TotalEnergies \| + 0 s \| \| 4e \| Milan Menten \| Belgique \| Lotto \| + 0 s \| \| 5e \| Brady Gilmore \| Australie \| Israel-Premier Tech \| + 0 s \| \| 6e \| Oliver Mattheis \| Allemagne \| Bike Aid \| + 0 s \| \| 7e \| Oliver Peace \| Royaume-Uni \| Development Team Picnic PostNL \| + 0 s \| \| 8e \| Joris Delbove \| France \| Team TotalEnergies \| + 0 s \| \| 9e \| Amanuel Tesfay \| Éthiopie \| Centre mondial du cyclisme \| + 0 s \| \| 10e \| Yoel Habteab \| Érythrée \| Bike Aid \| + 0 s \| |                 |             |                                |                 |
| |                 |             |                                |                 |
| |                 |             |                                |                 |
| Classement de l'étape |                 |             |                                |                 |
| Coureur | Coureur         | Pays        | Équipe                         | Temps           |
| 1er | Henok Mulubrhan | Érythrée    | Érythrée                       | 3 h 57 min 52 s |
| 2e | Rotem Tene      | Israël      | Israel-Premier Tech            | + 0 s           |
| 3e | Lorrenzo Manzin | France      | Team TotalEnergies             | + 0 s           |
| 4e | Milan Menten    | Belgique    | Lotto                          | + 0 s           |
| 5e | Brady Gilmore   | Australie   | Israel-Premier Tech            | + 0 s           |
| 6e | Oliver Mattheis | Allemagne   | Bike Aid                       | + 0 s           |
| 7e | Oliver Peace    | Royaume-Uni | Development Team Picnic PostNL | + 0 s           |
| 8e | Joris Delbove   | France      | Team TotalEnergies             | + 0 s           |
| 9e | Amanuel Tesfay  | Éthiopie    | Centre mondial du cyclisme     | + 0 s           |
| 10e | Yoel Habteab    | Érythrée    | Bike Aid                       | + 0 s           |

| \| Classement général \| Classement général \| Classement général \| Classement général \| Classement général \| \| Coureur \| Coureur \| Pays \| Équipe \| Temps \| \| ------------------ \| ------------------ \| ------------------ \| ------------------------------ \| ------------------ \| \| 1er \| Fabien Doubey \| France \| Team TotalEnergies \| 4 h 01 min 43 s \| \| 2e \| Milan Menten \| Belgique \| Lotto \| + 0 s \| \| 3e \| Joris Delbove \| France \| Team TotalEnergies \| + 1 s \| \| 4e \| Oliver Mattheis \| Allemagne \| Bike Aid \| + 3 s \| \| 5e \| Pavel Šumpík \| Tchéquie \| Development Team Picnic PostNL \| + 4 s \| \| 6e \| Baptiste Vadic \| France \| Team TotalEnergies \| + 5 s \| \| 7e \| Adrià Pericas \| Espagne \| UAE Team Emirates Gen Z \| + 6 s \| \| 8e \| Brady Gilmore \| Australie \| Israel-Premier Tech \| + 6 s \| \| 9e \| Lorrenzo Manzin \| France \| Team TotalEnergies \| + 8 s \| \| 10e \| Moritz Kretschy \| Allemagne \| Israel-Premier Tech \| + 9 s \| |                 |           |                                |                 |
| |                 |           |                                |                 |
| |                 |           |                                |                 |
| Classement général |                 |           |                                |                 |
| Coureur | Coureur         | Pays      | Équipe                         | Temps           |
| 1er | Fabien Doubey   | France    | Team TotalEnergies             | 4 h 01 min 43 s |
| 2e | Milan Menten    | Belgique  | Lotto                          | + 0 s           |
| 3e | Joris Delbove   | France    | Team TotalEnergies             | + 1 s           |
| 4e | Oliver Mattheis | Allemagne | Bike Aid                       | + 3 s           |
| 5e | Pavel Šumpík    | Tchéquie  | Development Team Picnic PostNL | + 4 s           |
| 6e | Baptiste Vadic  | France    | Team TotalEnergies             | + 5 s           |
| 7e | Adrià Pericas   | Espagne   | UAE Team Emirates Gen Z        | + 6 s           |
| 8e | Brady Gilmore   | Australie | Israel-Premier Tech            | + 6 s           |
| 9e | Lorrenzo Manzin | France    | Team TotalEnergies             | + 8 s           |
| 10e | Moritz Kretschy | Allemagne | Israel-Premier Tech            | + 9 s           |

### 2eétape
| \| Classement de l'étape \| Classement de l'étape \| Classement de l'étape \| Classement de l'étape \| Classement de l'étape \| \| Coureur \| Coureur \| Pays \| Équipe \| Temps \| \| --------------------- \| --------------------- \| --------------------- \| ------------------------------ \| --------------------- \| \| 1er \| Brady Gilmore \| Australie \| Israel-Premier Tech \| 3 h 00 min 39 s \| \| 2e \| Itamar Einhorn \| Israël \| Israel-Premier Tech \| + 0 s \| \| 3e \| Lorrenzo Manzin \| France \| Team TotalEnergies \| + 0 s \| \| 4e \| Moritz Kretschy \| Allemagne \| Israel-Premier Tech \| + 0 s \| \| 5e \| Oliver Peace \| Royaume-Uni \| Development Team Picnic PostNL \| + 0 s \| \| 6e \| Henok Mulubrhan \| Érythrée \| Érythrée \| + 0 s \| \| 7e \| Paul Penhoët \| France \| Groupama-FDJ \| + 0 s \| \| 8e \| Kieran Gordge \| Afrique du Sud \| Afrique du Sud \| + 0 s \| \| 9e \| Rotem Tene \| Israël \| Israel-Premier Tech \| + 0 s \| \| 10e \| Vainqueur Masengesho \| Rwanda \| Benediction Club \| + 0 s \| |                      |                |                                |                 |
| |                      |                |                                |                 |
| |                      |                |                                |                 |
| Classement de l'étape |                      |                |                                |                 |
| Coureur | Coureur              | Pays           | Équipe                         | Temps           |
| 1er | Brady Gilmore        | Australie      | Israel-Premier Tech            | 3 h 00 min 39 s |
| 2e | Itamar Einhorn       | Israël         | Israel-Premier Tech            | + 0 s           |
| 3e | Lorrenzo Manzin      | France         | Team TotalEnergies             | + 0 s           |
| 4e | Moritz Kretschy      | Allemagne      | Israel-Premier Tech            | + 0 s           |
| 5e | Oliver Peace         | Royaume-Uni    | Development Team Picnic PostNL | + 0 s           |
| 6e | Henok Mulubrhan      | Érythrée       | Érythrée                       | + 0 s           |
| 7e | Paul Penhoët         | France         | Groupama-FDJ                   | + 0 s           |
| 8e | Kieran Gordge        | Afrique du Sud | Afrique du Sud                 | + 0 s           |
| 9e | Rotem Tene           | Israël         | Israel-Premier Tech            | + 0 s           |
| 10e | Vainqueur Masengesho | Rwanda         | Benediction Club               | + 0 s           |

| \| Classement général \| Classement général \| Classement général \| Classement général \| Classement général \| \| Coureur \| Coureur \| Pays \| Équipe \| Temps \| \| ------------------ \| ------------------ \| ------------------ \| ----------------------- \| ------------------ \| \| 1er \| Fabien Doubey \| France \| Team TotalEnergies \| 7 h 02 min 22 s \| \| 2e \| Milan Menten \| Belgique \| Lotto \| + 0 s \| \| 3e \| Joris Delbove \| France \| Team TotalEnergies \| + 1 s \| \| 4e \| Oliver Mattheis \| Allemagne \| Bike Aid \| + 3 s \| \| 5e \| Adrià Pericas \| Espagne \| UAE Team Emirates Gen Z \| + 6 s \| \| 6e \| Brady Gilmore \| Australie \| Israel-Premier Tech \| + 6 s \| \| 7e \| Lorrenzo Manzin \| France \| Team TotalEnergies \| + 8 s \| \| 8e \| Moritz Kretschy \| Allemagne \| Israel-Premier Tech \| + 9 s \| \| 9e \| Duarte Marivoet \| Belgique \| UAE Team Emirates Gen Z \| + 9 s \| \| 10e \| Henok Mulubrhan \| Érythrée \| Érythrée \| + 10 s \| |                 |           |                         |                 |
| |                 |           |                         |                 |
| |                 |           |                         |                 |
| Classement général |                 |           |                         |                 |
| Coureur | Coureur         | Pays      | Équipe                  | Temps           |
| 1er | Fabien Doubey   | France    | Team TotalEnergies      | 7 h 02 min 22 s |
| 2e | Milan Menten    | Belgique  | Lotto                   | + 0 s           |
| 3e | Joris Delbove   | France    | Team TotalEnergies      | + 1 s           |
| 4e | Oliver Mattheis | Allemagne | Bike Aid                | + 3 s           |
| 5e | Adrià Pericas   | Espagne   | UAE Team Emirates Gen Z | + 6 s           |
| 6e | Brady Gilmore   | Australie | Israel-Premier Tech     | + 6 s           |
| 7e | Lorrenzo Manzin | France    | Team TotalEnergies      | + 8 s           |
| 8e | Moritz Kretschy | Allemagne | Israel-Premier Tech     | + 9 s           |
| 9e | Duarte Marivoet | Belgique  | UAE Team Emirates Gen Z | + 9 s           |
| 10e | Henok Mulubrhan | Érythrée  | Érythrée                | + 10 s          |

### 3eétape
| \| Classement de l'étape \| Classement de l'étape \| Classement de l'étape \| Classement de l'étape \| Classement de l'étape \| \| Coureur \| Coureur \| Pays \| Équipe \| Temps \| \| --------------------- \| --------------------- \| --------------------- \| ---------------------- \| --------------------- \| \| 1er \| Brady Gilmore \| Australie \| Israel-Premier Tech \| 2 h 55 min 14 s \| \| 2e \| Yoel Habteab \| Érythrée \| Bike Aid \| + 0 s \| \| 3e \| Henok Mulubrhan \| Érythrée \| Érythrée \| + 0 s \| \| 4e \| Fabien Doubey \| France \| Team TotalEnergies \| + 0 s \| \| 5e \| Kamiel Eeman \| Belgique \| Lotto Development Team \| + 0 s \| \| 6e \| Joris Delbove \| France \| Team TotalEnergies \| + 0 s \| \| 7e \| Oliver Mattheis \| Allemagne \| Bike Aid \| + 0 s \| \| 8e \| Moritz Kretschy \| Allemagne \| Israel-Premier Tech \| + 3 s \| \| 9e \| Eric Manizabayo \| Rwanda \| Benediction Club \| + 3 s \| \| 10e \| Milan Donie \| Belgique \| Lotto Development Team \| + 6 s \| |                 |           |                        |                 |
| |                 |           |                        |                 |
| |                 |           |                        |                 |
| Classement de l'étape |                 |           |                        |                 |
| Coureur | Coureur         | Pays      | Équipe                 | Temps           |
| 1er | Brady Gilmore   | Australie | Israel-Premier Tech    | 2 h 55 min 14 s |
| 2e | Yoel Habteab    | Érythrée  | Bike Aid               | + 0 s           |
| 3e | Henok Mulubrhan | Érythrée  | Érythrée               | + 0 s           |
| 4e | Fabien Doubey   | France    | Team TotalEnergies     | + 0 s           |
| 5e | Kamiel Eeman    | Belgique  | Lotto Development Team | + 0 s           |
| 6e | Joris Delbove   | France    | Team TotalEnergies     | + 0 s           |
| 7e | Oliver Mattheis | Allemagne | Bike Aid               | + 0 s           |
| 8e | Moritz Kretschy | Allemagne | Israel-Premier Tech    | + 3 s           |
| 9e | Eric Manizabayo | Rwanda    | Benediction Club       | + 3 s           |
| 10e | Milan Donie     | Belgique  | Lotto Development Team | + 6 s           |

| \| Classement général \| Classement général \| Classement général \| Classement général \| Classement général \| \| Coureur \| Coureur \| Pays \| Équipe \| Temps \| \| ------------------ \| ------------------ \| ------------------ \| ------------------------------ \| ------------------ \| \| 1er \| Fabien Doubey \| France \| Team TotalEnergies \| 9 h 57 min 36 s \| \| 2e \| Joris Delbove \| France \| Team TotalEnergies \| + 1 s \| \| 3e \| Oliver Mattheis \| Allemagne \| Bike Aid \| + 3 s \| \| 4e \| Brady Gilmore \| Australie \| Israel-Premier Tech \| + 6 s \| \| 5e \| Henok Mulubrhan \| Érythrée \| Érythrée \| + 10 s \| \| 6e \| Adrià Pericas \| Espagne \| UAE Team Emirates Gen Z \| + 12 s \| \| 7e \| Moritz Kretschy \| Allemagne \| Israel-Premier Tech \| + 12 s \| \| 8e \| Milan Donie \| Belgique \| Lotto Development Team \| + 16 s \| \| 9e \| Oliver Peace \| Royaume-Uni \| Development Team Picnic PostNL \| + 22 s \| \| 10e \| Yoel Habteab \| Érythrée \| Bike Aid \| + 25 s \| |                 |             |                                |                 |
| |                 |             |                                |                 |
| |                 |             |                                |                 |
| Classement général |                 |             |                                |                 |
| Coureur | Coureur         | Pays        | Équipe                         | Temps           |
| 1er | Fabien Doubey   | France      | Team TotalEnergies             | 9 h 57 min 36 s |
| 2e | Joris Delbove   | France      | Team TotalEnergies             | + 1 s           |
| 3e | Oliver Mattheis | Allemagne   | Bike Aid                       | + 3 s           |
| 4e | Brady Gilmore   | Australie   | Israel-Premier Tech            | + 6 s           |
| 5e | Henok Mulubrhan | Érythrée    | Érythrée                       | + 10 s          |
| 6e | Adrià Pericas   | Espagne     | UAE Team Emirates Gen Z        | + 12 s          |
| 7e | Moritz Kretschy | Allemagne   | Israel-Premier Tech            | + 12 s          |
| 8e | Milan Donie     | Belgique    | Lotto Development Team         | + 16 s          |
| 9e | Oliver Peace    | Royaume-Uni | Development Team Picnic PostNL | + 22 s          |
| 10e | Yoel Habteab    | Érythrée    | Bike Aid                       | + 25 s          |

### 4eétape
| \| Classement de l'étape \| Classement de l'étape \| Classement de l'étape \| Classement de l'étape \| Classement de l'étape \| \| Coureur \| Coureur \| Pays \| Équipe \| Temps \| \| --------------------- \| --------------------- \| --------------------- \| ----------------------- \| --------------------- \| \| 1er \| Joris Delbove \| France \| Team TotalEnergies \| 2 h 27 min 20 s \| \| 2e \| Brady Gilmore \| Australie \| Israel-Premier Tech \| + 3 s \| \| 3e \| Henok Mulubrhan \| Érythrée \| Érythrée \| + 3 s \| \| 4e \| Lorrenzo Manzin \| France \| Team TotalEnergies \| + 3 s \| \| 5e \| Fabien Doubey \| France \| Team TotalEnergies \| + 3 s \| \| 6e \| Enea Sambinello \| Italie \| UAE Team Emirates Gen Z \| + 3 s \| \| 7e \| Eric Manizabayo \| Rwanda \| Benediction Club \| + 3 s \| \| 8e \| Vainqueur Masengesho \| Rwanda \| Benediction Club \| + 3 s \| \| 9e \| Moïse Mugisha \| Rwanda \| Benediction Club \| + 3 s \| \| 10e \| Adrià Pericas \| Espagne \| UAE Team Emirates Gen Z \| + 3 s \| |                      |           |                         |                 |
| |                      |           |                         |                 |
| |                      |           |                         |                 |
| Classement de l'étape |                      |           |                         |                 |
| Coureur | Coureur              | Pays      | Équipe                  | Temps           |
| 1er | Joris Delbove        | France    | Team TotalEnergies      | 2 h 27 min 20 s |
| 2e | Brady Gilmore        | Australie | Israel-Premier Tech     | + 3 s           |
| 3e | Henok Mulubrhan      | Érythrée  | Érythrée                | + 3 s           |
| 4e | Lorrenzo Manzin      | France    | Team TotalEnergies      | + 3 s           |
| 5e | Fabien Doubey        | France    | Team TotalEnergies      | + 3 s           |
| 6e | Enea Sambinello      | Italie    | UAE Team Emirates Gen Z | + 3 s           |
| 7e | Eric Manizabayo      | Rwanda    | Benediction Club        | + 3 s           |
| 8e | Vainqueur Masengesho | Rwanda    | Benediction Club        | + 3 s           |
| 9e | Moïse Mugisha        | Rwanda    | Benediction Club        | + 3 s           |
| 10e | Adrià Pericas        | Espagne   | UAE Team Emirates Gen Z | + 3 s           |

| \| Classement général \| Classement général \| Classement général \| Classement général \| Classement général \| \| Coureur \| Coureur \| Pays \| Équipe \| Temps \| \| ------------------ \| ----------------------- \| ------------------ \| ----------------------- \| ------------------ \| \| 1er \| Joris Delbove \| France \| Team TotalEnergies \| 12 h 24 min 57 s \| \| 2e \| Fabien Doubey \| France \| Team TotalEnergies \| + 2 s \| \| 3e \| Oliver Mattheis \| Allemagne \| Bike Aid \| + 5 s \| \| 4e \| Brady Gilmore \| Australie \| Israel-Premier Tech \| + 8 s \| \| 5e \| Henok Mulubrhan \| Érythrée \| Érythrée \| + 12 s \| \| 6e \| Adrià Pericas \| Espagne \| UAE Team Emirates Gen Z \| + 14 s \| \| 7e \| Moritz Kretschy \| Allemagne \| Israel-Premier Tech \| + 14 s \| \| 8e \| Milan Donie \| Belgique \| Lotto Development Team \| + 18 s \| \| 9e \| Vainqueur Masengesho \| Rwanda \| Benediction Club \| + 29 s \| \| 10e \| Juan Guillermo Martínez \| Colombie \| Team Picnic-PostNL \| + 30 s \| |                         |           |                         |                  |
| |                         |           |                         |                  |
| |                         |           |                         |                  |
| Classement général |                         |           |                         |                  |
| Coureur | Coureur                 | Pays      | Équipe                  | Temps            |
| 1er | Joris Delbove           | France    | Team TotalEnergies      | 12 h 24 min 57 s |
| 2e | Fabien Doubey           | France    | Team TotalEnergies      | + 2 s            |
| 3e | Oliver Mattheis         | Allemagne | Bike Aid                | + 5 s            |
| 4e | Brady Gilmore           | Australie | Israel-Premier Tech     | + 8 s            |
| 5e | Henok Mulubrhan         | Érythrée  | Érythrée                | + 12 s           |
| 6e | Adrià Pericas           | Espagne   | UAE Team Emirates Gen Z | + 14 s           |
| 7e | Moritz Kretschy         | Allemagne | Israel-Premier Tech     | + 14 s           |
| 8e | Milan Donie             | Belgique  | Lotto Development Team  | + 18 s           |
| 9e | Vainqueur Masengesho    | Rwanda    | Benediction Club        | + 29 s           |
| 10e | Juan Guillermo Martínez | Colombie  | Team Picnic-PostNL      | + 30 s           |

### 5eétape
| \| Classement de l'étape \| Classement de l'étape \| Classement de l'étape \| Classement de l'étape \| Classement de l'étape \| \| Coureur \| Coureur \| Pays \| Équipe \| Temps \| \| --------------------- \| --------------------- \| --------------------- \| ------------------------------ \| --------------------- \| \| 1er \| Duarte Marivoet \| Belgique \| UAE Team Emirates Gen Z \| 4 h 05 min 01 s \| \| 2e \| Awet Aman \| Érythrée \| \| + 25 s \| \| 3e \| Fabien Doubey \| France \| Team TotalEnergies \| + 25 s \| \| 4e \| Brady Gilmore \| Australie \| Israel-Premier Tech \| + 25 s \| \| 5e \| Henok Mulubrhan \| Érythrée \| Érythrée \| + 25 s \| \| 6e \| Oliver Peace \| Royaume-Uni \| Development Team Picnic PostNL \| + 25 s \| \| 7e \| Milan Donie \| Belgique \| Lotto Development Team \| + 25 s \| \| 8e \| Yoel Habteab \| Érythrée \| Bike Aid \| + 25 s \| \| 9e \| Vainqueur Masengesho \| Rwanda \| Benediction Club \| + 25 s \| \| 10e \| Oliver Mattheis \| Allemagne \| Bike Aid \| + 25 s \| |                      |             |                                |                 |
| |                      |             |                                |                 |
| |                      |             |                                |                 |
| Classement de l'étape |                      |             |                                |                 |
| Coureur | Coureur              | Pays        | Équipe                         | Temps           |
| 1er | Duarte Marivoet      | Belgique    | UAE Team Emirates Gen Z        | 4 h 05 min 01 s |
| 2e | Awet Aman            | Érythrée    |                                | + 25 s          |
| 3e | Fabien Doubey        | France      | Team TotalEnergies             | + 25 s          |
| 4e | Brady Gilmore        | Australie   | Israel-Premier Tech            | + 25 s          |
| 5e | Henok Mulubrhan      | Érythrée    | Érythrée                       | + 25 s          |
| 6e | Oliver Peace         | Royaume-Uni | Development Team Picnic PostNL | + 25 s          |
| 7e | Milan Donie          | Belgique    | Lotto Development Team         | + 25 s          |
| 8e | Yoel Habteab         | Érythrée    | Bike Aid                       | + 25 s          |
| 9e | Vainqueur Masengesho | Rwanda      | Benediction Club               | + 25 s          |
| 10e | Oliver Mattheis      | Allemagne   | Bike Aid                       | + 25 s          |

| \| Classement général \| Classement général \| Classement général \| Classement général \| Classement général \| \| Coureur \| Coureur \| Pays \| Équipe \| Temps \| \| ------------------ \| ----------------------- \| ------------------ \| ----------------------- \| ------------------ \| \| 1er \| Joris Delbove \| France \| Team TotalEnergies \| 16 h 25 min 33 s \| \| 2e \| Fabien Doubey \| France \| Team TotalEnergies \| + 2 s \| \| 3e \| Oliver Mattheis \| Allemagne \| Bike Aid \| + 5 s \| \| 4e \| Brady Gilmore \| Australie \| Israel-Premier Tech \| + 8 s \| \| 5e \| Henok Mulubrhan \| Érythrée \| Érythrée \| + 12 s \| \| 6e \| Adrià Pericas \| Espagne \| UAE Team Emirates Gen Z \| + 14 s \| \| 7e \| Milan Donie \| Belgique \| Lotto Development Team \| + 18 s \| \| 8e \| Vainqueur Masengesho \| Rwanda \| Benediction Club \| + 29 s \| \| 9e \| Juan Guillermo Martínez \| Colombie \| Team Picnic-PostNL \| + 30 s \| \| 10e \| Eric Manizabayo \| Rwanda \| Benediction Club \| + 44 s \| |                         |           |                         |                  |
| |                         |           |                         |                  |
| |                         |           |                         |                  |
| Classement général |                         |           |                         |                  |
| Coureur | Coureur                 | Pays      | Équipe                  | Temps            |
| 1er | Joris Delbove           | France    | Team TotalEnergies      | 16 h 25 min 33 s |
| 2e | Fabien Doubey           | France    | Team TotalEnergies      | + 2 s            |
| 3e | Oliver Mattheis         | Allemagne | Bike Aid                | + 5 s            |
| 4e | Brady Gilmore           | Australie | Israel-Premier Tech     | + 8 s            |
| 5e | Henok Mulubrhan         | Érythrée  | Érythrée                | + 12 s           |
| 6e | Adrià Pericas           | Espagne   | UAE Team Emirates Gen Z | + 14 s           |
| 7e | Milan Donie             | Belgique  | Lotto Development Team  | + 18 s           |
| 8e | Vainqueur Masengesho    | Rwanda    | Benediction Club        | + 29 s           |
| 9e | Juan Guillermo Martínez | Colombie  | Team Picnic-PostNL      | + 30 s           |
| 10e | Eric Manizabayo         | Rwanda    | Benediction Club        | + 44 s           |

### 6eétape
| \| Classement de l'étape \| Classement de l'étape \| Classement de l'étape \| Classement de l'étape \| Classement de l'étape \| \| Coureur \| Coureur \| Pays \| Équipe \| Temps \| \| --------------------- \| --------------------- \| --------------------- \| ------------------------------ \| --------------------- \| \| 1er \| Nahom Zerai \| Érythrée \| JCLTeam Ukyo \| 3 h 09 min 23 s \| \| 2e \| Milan Donie \| Belgique \| Lotto Development Team \| + 10 s \| \| 3e \| Henok Mulubrhan \| Érythrée \| Érythrée \| + 10 s \| \| 4e \| Fabien Doubey \| France \| Team TotalEnergies \| + 14 s \| \| 5e \| Moïse Mugisha \| Rwanda \| Benediction Club \| + 22 s \| \| 6e \| Oliver Mattheis \| Allemagne \| Bike Aid \| + 22 s \| \| 7e \| Oliver Peace \| Royaume-Uni \| Development Team Picnic PostNL \| + 27 s \| \| 8e \| Adrià Pericas \| Espagne \| UAE Team Emirates Gen Z \| + 27 s \| \| 9e \| Awet Aman \| Érythrée \| \| + 28 s \| \| 10e \| Vainqueur Masengesho \| Rwanda \| Benediction Club \| + 38 s \| |                      |             |                                |                 |
| |                      |             |                                |                 |
| |                      |             |                                |                 |
| Classement de l'étape |                      |             |                                |                 |
| Coureur | Coureur              | Pays        | Équipe                         | Temps           |
| 1er | Nahom Zerai          | Érythrée    | JCLTeam Ukyo                   | 3 h 09 min 23 s |
| 2e | Milan Donie          | Belgique    | Lotto Development Team         | + 10 s          |
| 3e | Henok Mulubrhan      | Érythrée    | Érythrée                       | + 10 s          |
| 4e | Fabien Doubey        | France      | Team TotalEnergies             | + 14 s          |
| 5e | Moïse Mugisha        | Rwanda      | Benediction Club               | + 22 s          |
| 6e | Oliver Mattheis      | Allemagne   | Bike Aid                       | + 22 s          |
| 7e | Oliver Peace         | Royaume-Uni | Development Team Picnic PostNL | + 27 s          |
| 8e | Adrià Pericas        | Espagne     | UAE Team Emirates Gen Z        | + 27 s          |
| 9e | Awet Aman            | Érythrée    |                                | + 28 s          |
| 10e | Vainqueur Masengesho | Rwanda      | Benediction Club               | + 38 s          |

| \| Classement général \| Classement général \| Classement général \| Classement général \| Classement général \| \| Coureur \| Coureur \| Pays \| Équipe \| Temps \| \| ------------------ \| ----------------------- \| ------------------ \| ----------------------- \| ------------------ \| \| 1er \| Fabien Doubey \| France \| Team TotalEnergies \| 19 h 35 min 12 s \| \| 2e \| Henok Mulubrhan \| Érythrée \| Érythrée \| + 6 s \| \| 3e \| Oliver Mattheis \| Allemagne \| Bike Aid \| + 11 s \| \| 4e \| Milan Donie \| Belgique \| Lotto Development Team \| + 12 s \| \| 5e \| Adrià Pericas \| Espagne \| UAE Team Emirates Gen Z \| + 25 s \| \| 6e \| Joris Delbove \| France \| Team TotalEnergies \| + 43 s \| \| 7e \| Vainqueur Masengesho \| Rwanda \| Benediction Club \| + 51 s \| \| 8e \| Juan Guillermo Martínez \| Colombie \| Team Picnic-PostNL \| + 53 s \| \| 9e \| Awet Aman \| Érythrée \| \| + 1 min 02 s \| \| 10e \| Brady Gilmore \| Australie \| Israel-Premier Tech \| + 1 min 02 s \| |                         |           |                         |                  |
| |                         |           |                         |                  |
| |                         |           |                         |                  |
| Classement général |                         |           |                         |                  |
| Coureur | Coureur                 | Pays      | Équipe                  | Temps            |
| 1er | Fabien Doubey           | France    | Team TotalEnergies      | 19 h 35 min 12 s |
| 2e | Henok Mulubrhan         | Érythrée  | Érythrée                | + 6 s            |
| 3e | Oliver Mattheis         | Allemagne | Bike Aid                | + 11 s           |
| 4e | Milan Donie             | Belgique  | Lotto Development Team  | + 12 s           |
| 5e | Adrià Pericas           | Espagne   | UAE Team Emirates Gen Z | + 25 s           |
| 6e | Joris Delbove           | France    | Team TotalEnergies      | + 43 s           |
| 7e | Vainqueur Masengesho    | Rwanda    | Benediction Club        | + 51 s           |
| 8e | Juan Guillermo Martínez | Colombie  | Team Picnic-PostNL      | + 53 s           |
| 9e | Awet Aman               | Érythrée  |                         | + 1 min 02 s     |
| 10e | Brady Gilmore           | Australie | Israel-Premier Tech     | + 1 min 02 s     |

### 7eétape
La septième et dernière étape est annulée à mi-parcours, en raison de fortes pluies.

## Classements finals

### Classement général
| \| Classement général \| Classement général \| Classement général \| Classement général \| Classement général \| \| Coureur \| Coureur \| Pays \| Équipe \| Temps \| \| ------------------ \| ----------------------- \| ------------------ \| ----------------------- \| ------------------ \| \| 1er \| Fabien Doubey \| France \| Team TotalEnergies \| 19 h 35 min 12 s \| \| 2e \| Henok Mulubrhan \| Érythrée \| Érythrée \| + 6 s \| \| 3e \| Oliver Mattheis \| Allemagne \| Bike Aid \| + 11 s \| \| 4e \| Milan Donie \| Belgique \| Lotto Development Team \| + 12 s \| \| 5e \| Adrià Pericas \| Espagne \| UAE Team Emirates Gen Z \| + 25 s \| \| 6e \| Joris Delbove \| France \| Team TotalEnergies \| + 43 s \| \| 7e \| Vainqueur Masengesho \| Rwanda \| Benediction Club \| + 51 s \| \| 8e \| Juan Guillermo Martínez \| Colombie \| Team Picnic-PostNL \| + 53 s \| \| 9e \| Awet Aman \| Érythrée \| \| + 1 min 02 s \| \| 10e \| Brady Gilmore \| Australie \| Israel-Premier Tech \| + 1 min 02 s \| |                         |           |                         |                  |
| |                         |           |                         |                  |
| Source : ProCyclingStats |                         |           |                         |                  |
| Classement général |                         |           |                         |                  |
| Coureur | Coureur                 | Pays      | Équipe                  | Temps            |
| 1er | Fabien Doubey           | France    | Team TotalEnergies      | 19 h 35 min 12 s |
| 2e | Henok Mulubrhan         | Érythrée  | Érythrée                | + 6 s            |
| 3e | Oliver Mattheis         | Allemagne | Bike Aid                | + 11 s           |
| 4e | Milan Donie             | Belgique  | Lotto Development Team  | + 12 s           |
| 5e | Adrià Pericas           | Espagne   | UAE Team Emirates Gen Z | + 25 s           |
| 6e | Joris Delbove           | France    | Team TotalEnergies      | + 43 s           |
| 7e | Vainqueur Masengesho    | Rwanda    | Benediction Club        | + 51 s           |
| 8e | Juan Guillermo Martínez | Colombie  | Team Picnic-PostNL      | + 53 s           |
| 9e | Awet Aman               | Érythrée  |                         | + 1 min 02 s     |
| 10e | Brady Gilmore           | Australie | Israel-Premier Tech     | + 1 min 02 s     |

### Classements annexes
| Classement des sprints | Classement des sprints | Classement des sprints | Classement des sprints | Classement des sprints |
| Coureur                | Coureur                | Pays                   | Équipe                 | Points                 |
| ---------------------- | ---------------------- | ---------------------- | ---------------------- | ---------------------- |

| Classement des sprints | Classement des sprints | Classement des sprints | Classement des sprints | Classement des sprints |
| Coureur                | Coureur                | Pays                   | Équipe                 | Points                 |
| ---------------------- | ---------------------- | ---------------------- | ---------------------- | ---------------------- |

| Classement de la montagne | Classement de la montagne | Classement de la montagne | Classement de la montagne | Classement de la montagne |
| Coureur                   | Coureur                   | Pays                      | Équipe                    | Points                    |
| ------------------------- | ------------------------- | ------------------------- | ------------------------- | ------------------------- |

| Classement de la montagne | Classement de la montagne | Classement de la montagne | Classement de la montagne | Classement de la montagne |
| Coureur                   | Coureur                   | Pays                      | Équipe                    | Points                    |
| ------------------------- | ------------------------- | ------------------------- | ------------------------- | ------------------------- |

| Classement du meilleur jeune | Classement du meilleur jeune | Classement du meilleur jeune | Classement du meilleur jeune | Classement du meilleur jeune |
| Coureur                      | Coureur                      | Pays                         | Équipe                       | Temps                        |
| ---------------------------- | ---------------------------- | ---------------------------- | ---------------------------- | ---------------------------- |

| Classement du meilleur jeune | Classement du meilleur jeune | Classement du meilleur jeune | Classement du meilleur jeune | Classement du meilleur jeune |
| Coureur                      | Coureur                      | Pays                         | Équipe                       | Temps                        |
| ---------------------------- | ---------------------------- | ---------------------------- | ---------------------------- | ---------------------------- |

| Classement par équipes | Classement par équipes | Classement par équipes | Classement par équipes |
| Équipe                 | Équipe                 | Pays                   | Temps                  |
| ---------------------- | ---------------------- | ---------------------- | ---------------------- |

| Classement par équipes | Classement par équipes | Classement par équipes | Classement par équipes |
| Équipe                 | Équipe                 | Pays                   | Temps                  |
| ---------------------- | ---------------------- | ---------------------- | ---------------------- |

## Évolution des classements
| Étape              | Vainqueur          | Classement général | Classement des sprints | Classement de la montagne | Classement des jeunes | Classement par équipes |
| ------------------ | ------------------ | ------------------ | ---------------------- | ------------------------- | --------------------- | ---------------------- |
| P                  | Aldo Taillieu      | Aldo Taillieu      | non-attribué           | non-attribué              | Aldo Taillieu         | Lotto Development      |
| 1                  | Henok Mulubrhan    | Fabien Doubey      | Didier Munyaneza       | Didier Munyaneza          | Pavel Šumpík          | Lotto Development      |
| 2                  | Brady Gilmore      | Fabien Doubey      | Didier Munyaneza       | Vinzent Dorn              | Adrià Pericas         | TotalEnergies          |
| 3                  | Brady Gilmore      | Fabien Doubey      | Didier Munyaneza       | Vinzent Dorn              | Adrià Pericas         | Bike Aid               |
| 4                  | Joris Delbove      | Joris Delbove      | Didier Munyaneza       | Shemu Nsengiyumva         | Adrià Pericas         | Érythrée               |
| 5                  | Duarte Marivoet    | Joris Delbove      | Didier Munyaneza       | Shemu Nsengiyumva         | Adrià Pericas         | Bike Aid               |
| 6                  | Nahom Zerai        | Fabien Doubey      | Didier Munyaneza       | Shemu Nsengiyumva         | Milan Donie           | Bike Aid               |
| 7                  | annulé             | Fabien Doubey      | Didier Munyaneza       | Shemu Nsengiyumva         | Milan Donie           | Bike Aid               |
| Classements finals | Classements finals | Fabien Doubey      | Didier Munyaneza       | Shemu Nsengiyumva         | Milan Donie           | Bike Aid               |